# Arsienij Niesmiełow
Arsienij Niesmiełow właśc. Arsienij Iwanowicz Mitropolski pseud. А. N-ow, А. N-łow, Arsienij Bibikow, Sienia Smiełow, Nikołaj Dozorow, N. Rachmanow, Anastigmat, Tiotia Rozga, Nie-pyli (ur. 20 czerwca 1889 w Moskwie, zm. 6 grudnia 1945 w Grodiekowie) – rosyjski poeta, pisarz i dziennikarz, działacz Wszechrosyjskiej Partii Faszystowskiej.

## Życiorys
Był synem urzędnika carskiego i pisarza Iwana Mitropolskiego. Kształcił się w II Moskiewskim Korpusie Kadetów, a następnie w Niżegorodskim Korpusie Kadetów, w którym ukończył naukę w 1908 roku.
20 sierpnia 1914 został zmobilizowany, walczył na froncie austro-węgierskim. Zdemobilizowany 1 kwietnia 1917, w randze porucznika. Po powrocie do Moskwy pracował jako urzędnik państwowy. W listopadzie 1917 brał udział w walkach z bolszewikami w Moskwie. Po wyjeździe z Moskwy dotarł do Omska, gdzie dołączył do oddziałów admirała Kołczaka i objął funkcję adiutanta pułkownika Wasilija Katajewa. Wiosną 1920 przebywał we Władywostoku, gdzie pracował jako dziennikarz i pisał wiersze i opowiadania. Używał pseudonimu Niesmiełow, na cześć poległego w bitwie przyjaciela. W maju 1924 wspólnie z grupą oficerów przeszedł pieszo granicę radziecko-chińską i dotarł do Harbinu. Pisał opowiadania, wiersze i felietony publikowane w prasie rosyjskojęzycznej (Rubież, Łucz Azii, Rupor). 
Należał do Wszechrosyjskiej Partii Faszystowskiej, na jej zlecenie przygotował zbiór artykułów Только такие (Tylko tacy), wydany pod pseudonimem N. Dozorow. W 1941 brał udział w kursach organizowanych przez japoński wywiad w Harbinie. Jego współpraca z Japończykami koncentrowała się na działalności propagandowej. Kontynuował swoją działalność do zajęcia Harbina przez Armię Czerwoną w 1945. W sierpniu 1945 został aresztowany i wywieziony do Związku Radzieckiego. Zmarł w wyniku zakażenia krwi w więzieniu w Grodiekowie (ob. osiedle typu miejskiego Pogranicznyj w rosyjskim Kraju Nadmorskim).

## Twórczość
- Военные странички [Karty wojenne: proza i opowiadania], Moskwa 1915.
- Стихи [Wiersze], Władywostok 1921.
- Тихвин (Tichwin, powieść), Władywostok 1922.
- Кровавый отблеск: Стихи [Krwawy odblask], Harbin 1929.
- Без России [Bez Rosji], Harbin 1931.
- Через океан [Przez ocean: poemat], Szanghaj 1934.
- Рассказы о войне [Opowiadania o wojnie], Szanghaj 1936.
- Протопопица: Поэма [Poemat], Harbin 1939.
- Белая флотилия: Стихи. [Biała flotylla: Wiersze], Harbin 1942.

## Odznaczenia
- Order Świętego Stanisława II stopnia
- Order Świętego Stanisława III stopnia z mieczami
- Order Świętej Anny III stopnia z mieczami